# Tmesisternus olthofi
Tmesisternus olthofi là một loài bọ cánh cứng trong họ Cerambycidae.